# Pian del Re
Pian del Re est une localité de la haute vallée du Pô située à 2 020 m d'altitude. C'est en ce lieu que le Pô prend sa source.
Pian del Re signifie en français la plaine du roi. Ce nom proviendrait de l'implantation de camps de l'armée française lors de l'invasion du duché de Savoie par François Ier.
Elle se trouve dans la province de Coni sur la commune de Crissolo.

## Aire protégée
La zone de Pian del Re, d'une superficie de 465 ha, a été déclarée réserve naturelle spéciale du Parco del Po Cuneese et est donc soumise à des contraintes environnementales particulières. En raison de l'abondance d'eau dans la zone, une tourbière s'est formée. On peut y observer des amphibiens rares[évasif], notamment la salamandre de Lanza.

## Galerie

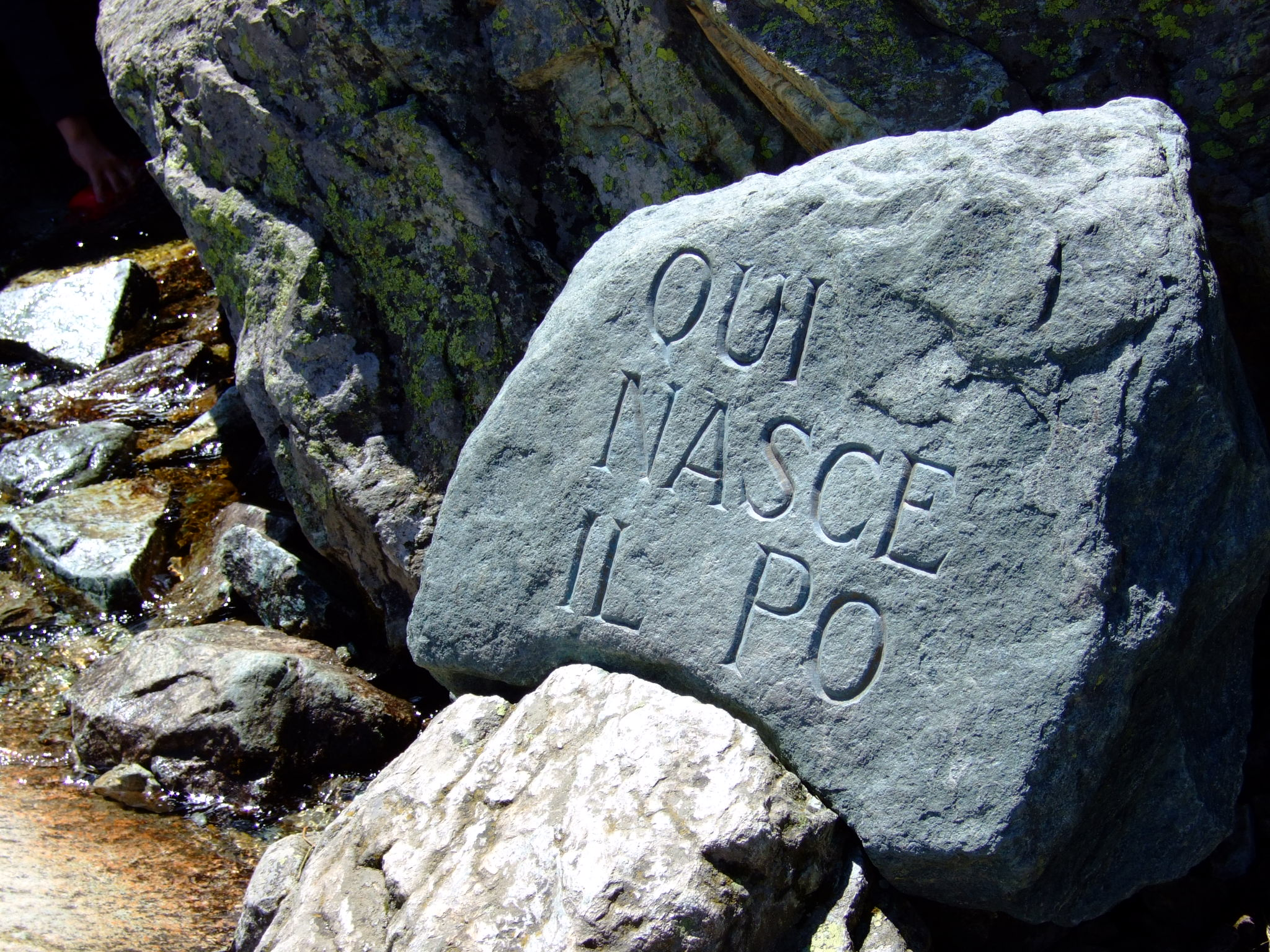
La source du Pô